# Irvingia malayana
Irvingia malayana är en tvåhjärtbladig växtart som beskrevs av Daniel Oliver och Alfred William Bennett. Irvingia malayana ingår i släktet Irvingia och familjen Irvingiaceae. IUCN kategoriserar arten globalt som livskraftig. Inga underarter finns listade i Catalogue of Life.

## Bildgalleri

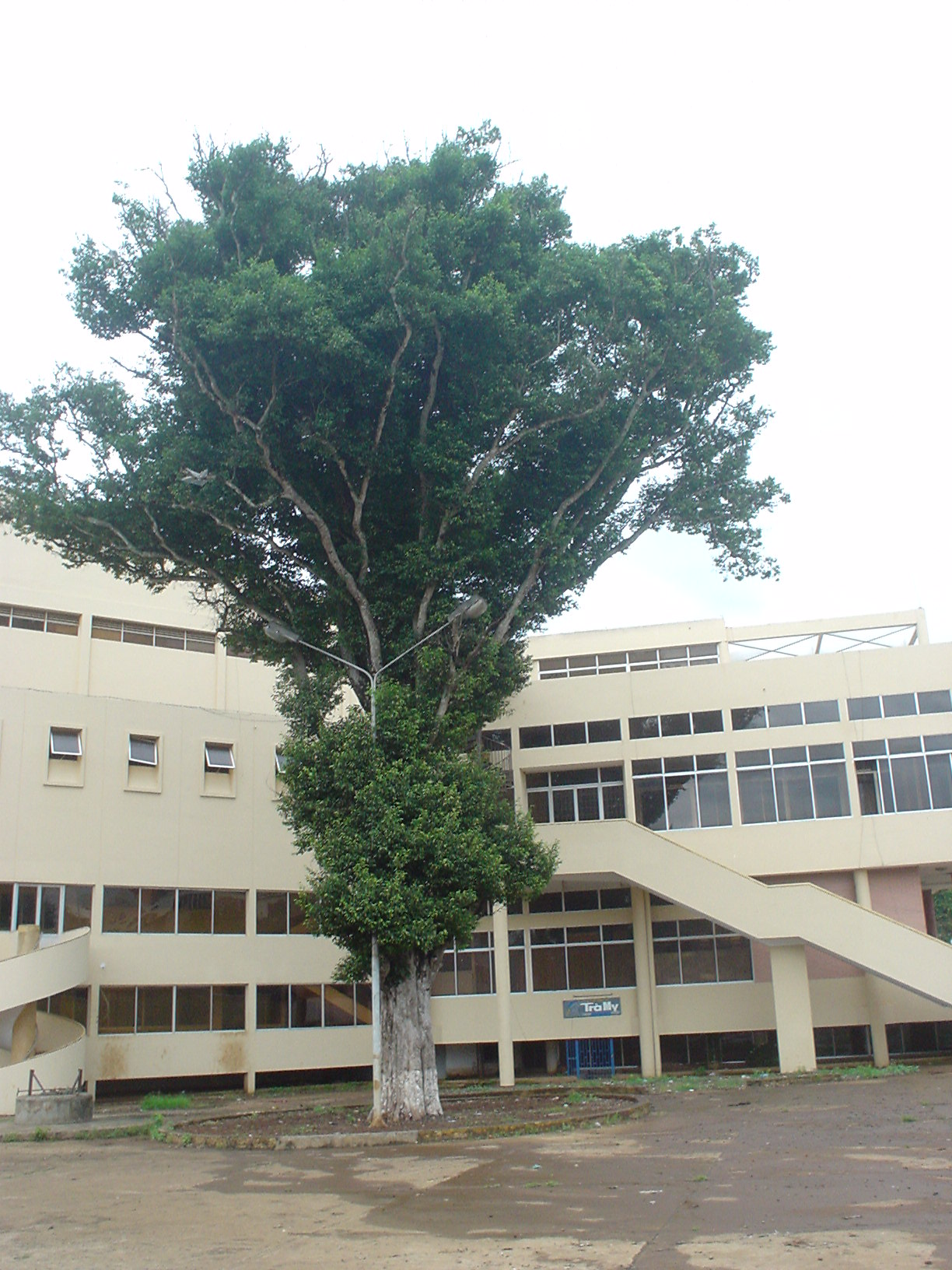
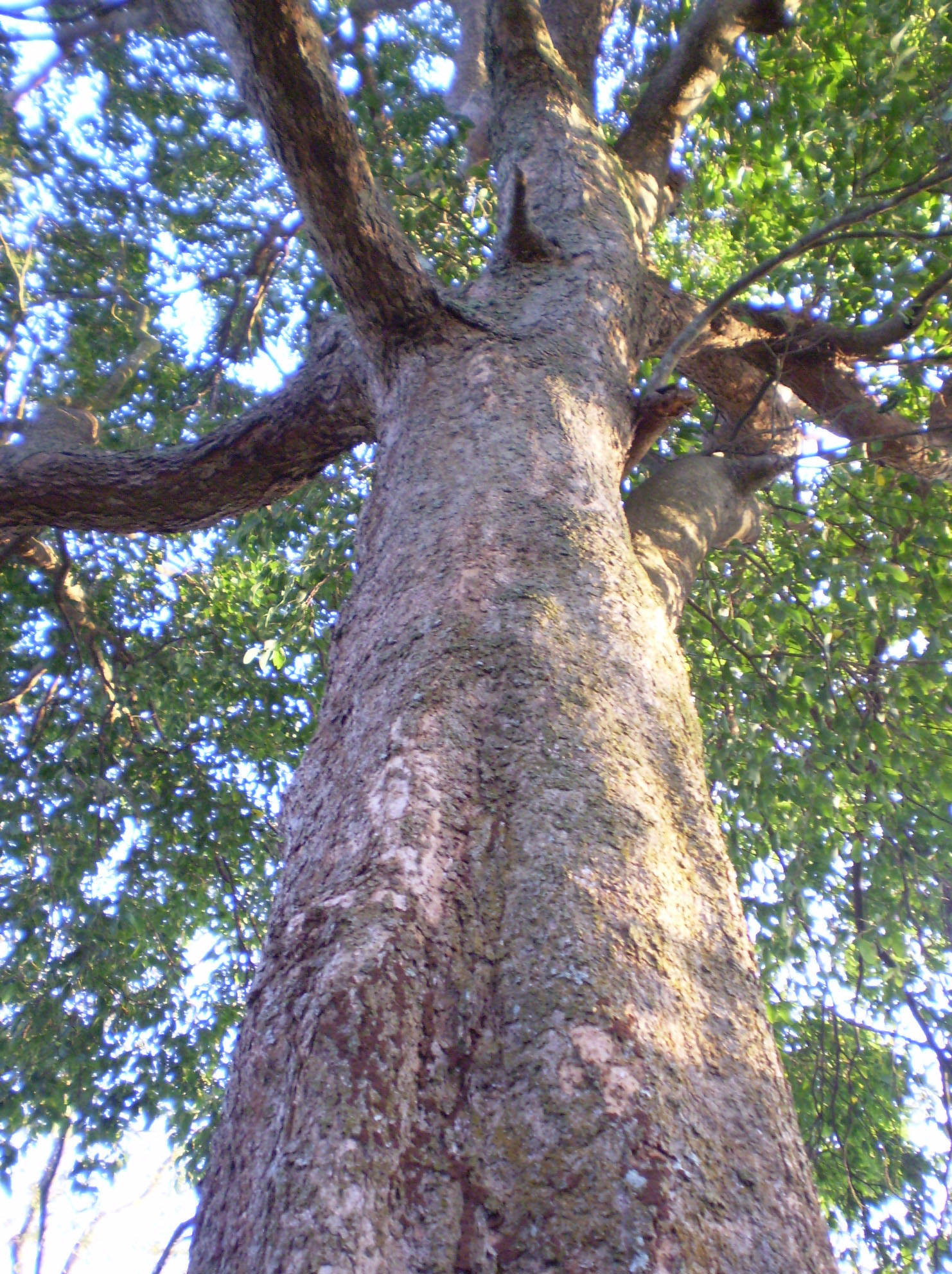
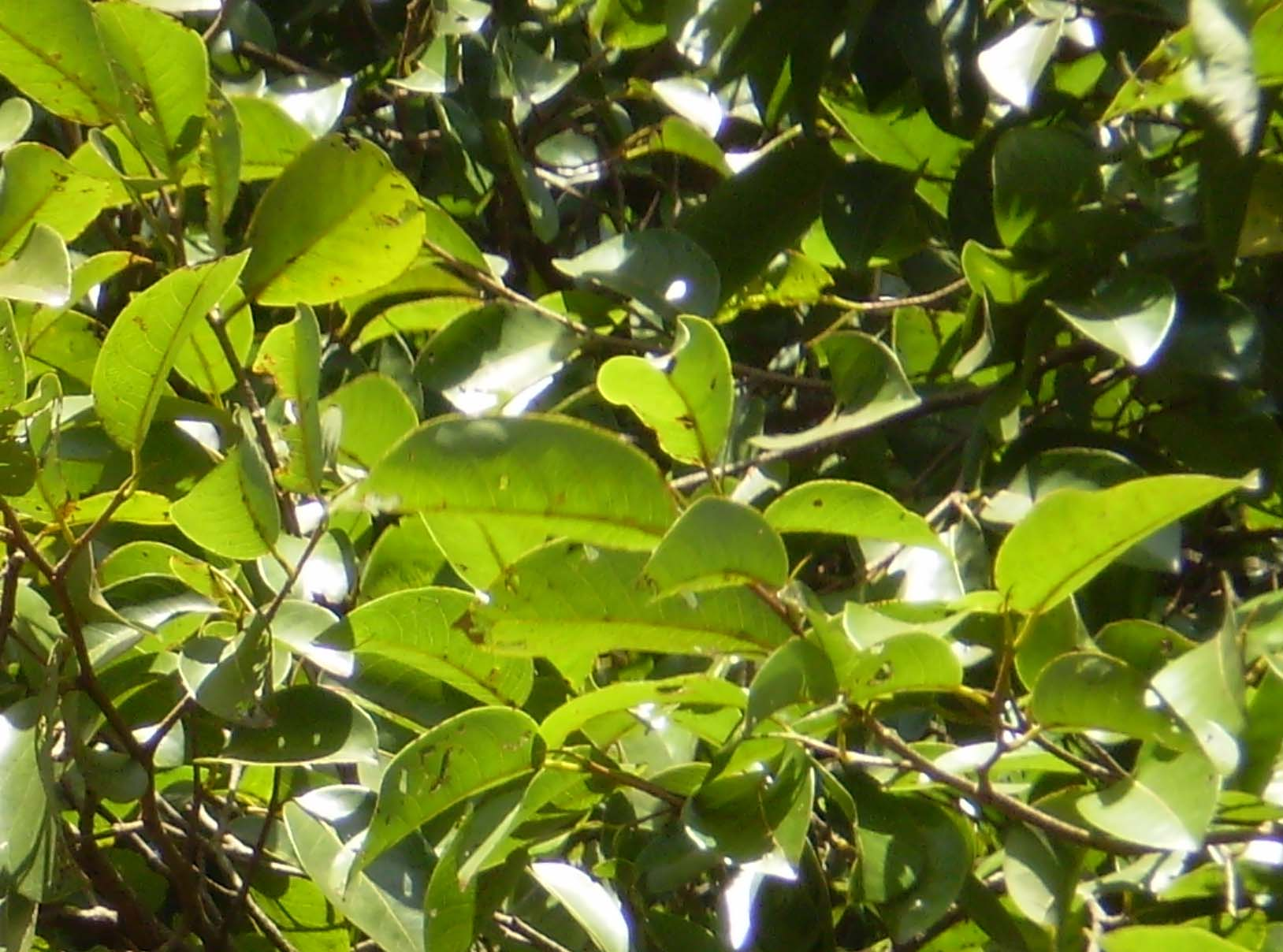
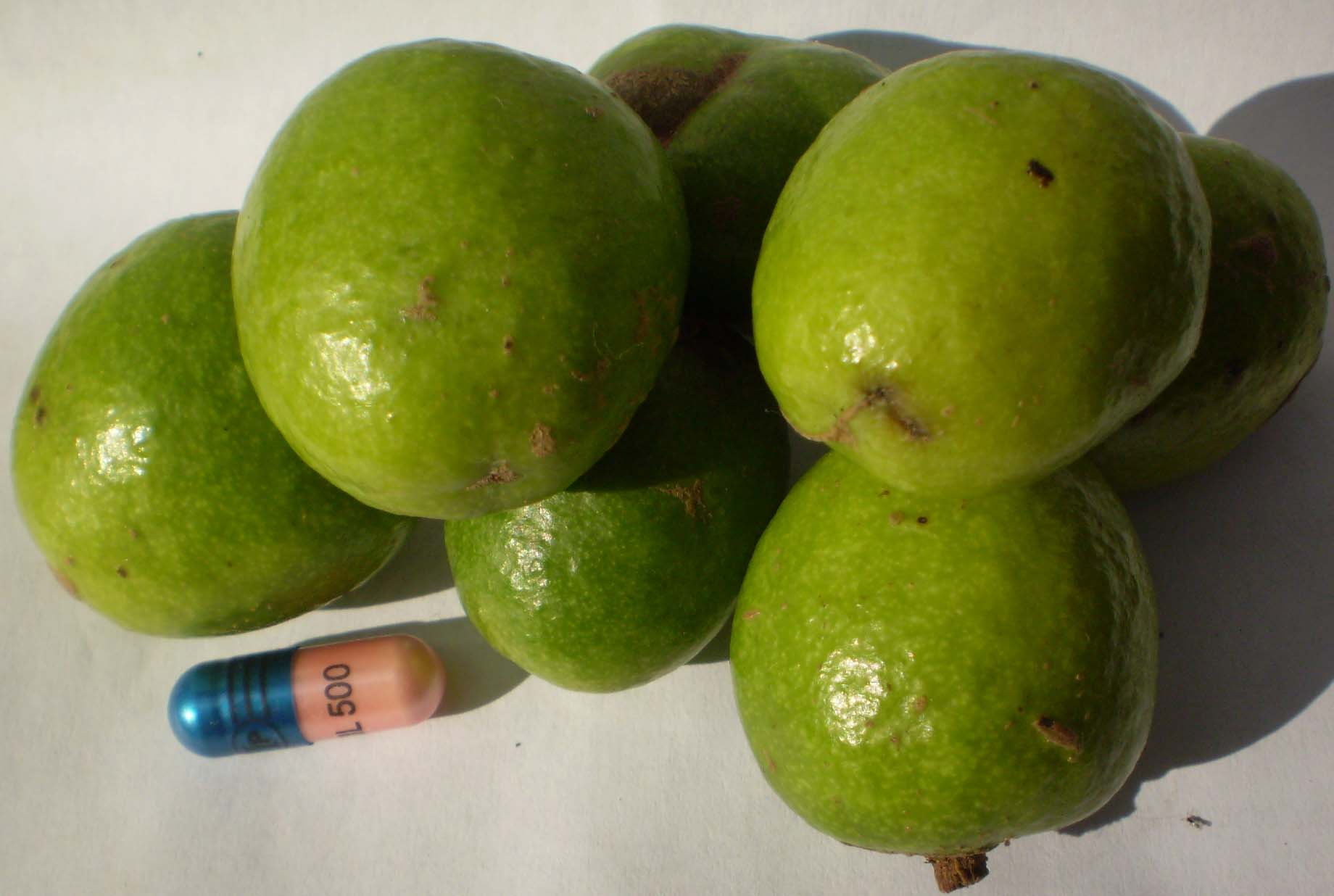
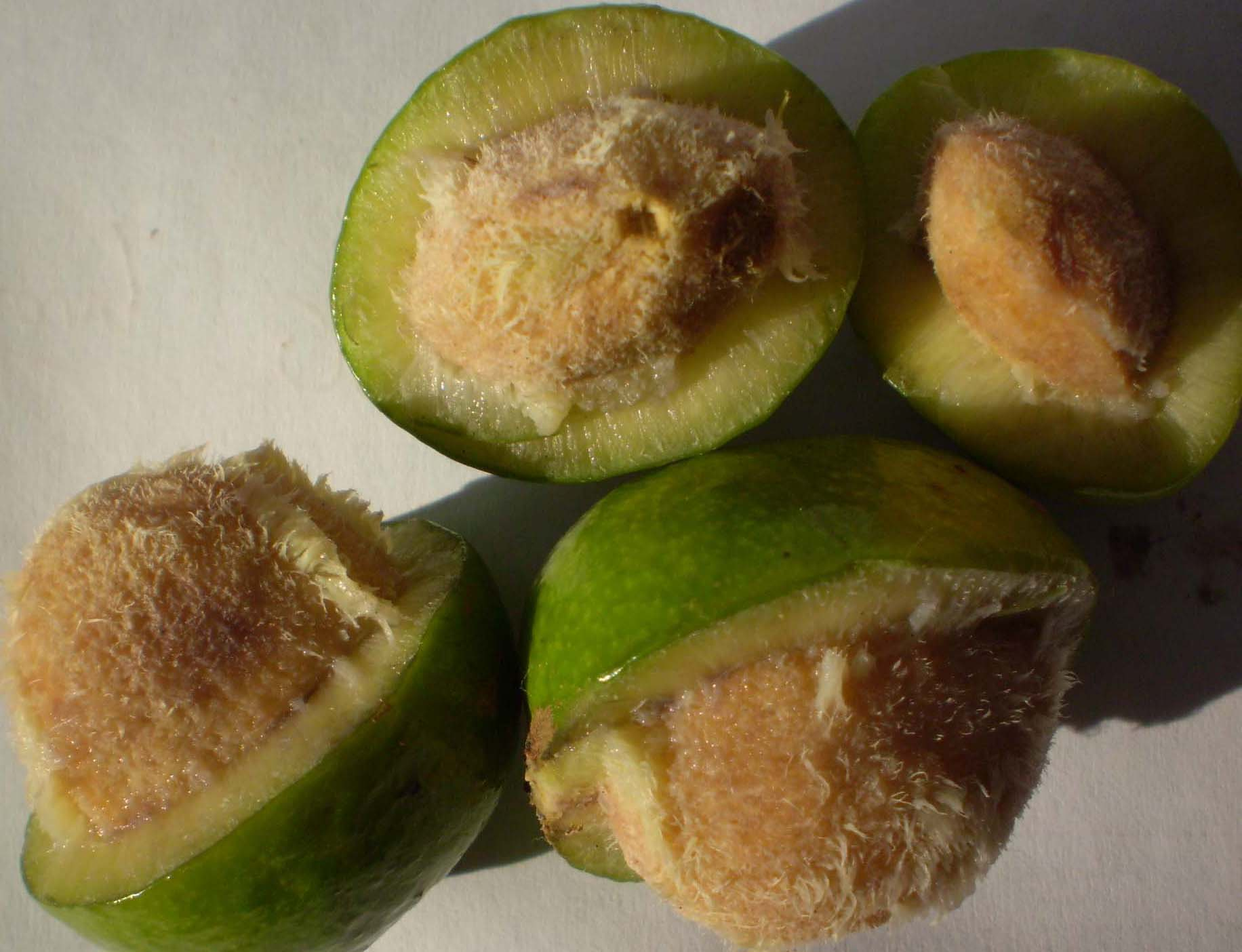
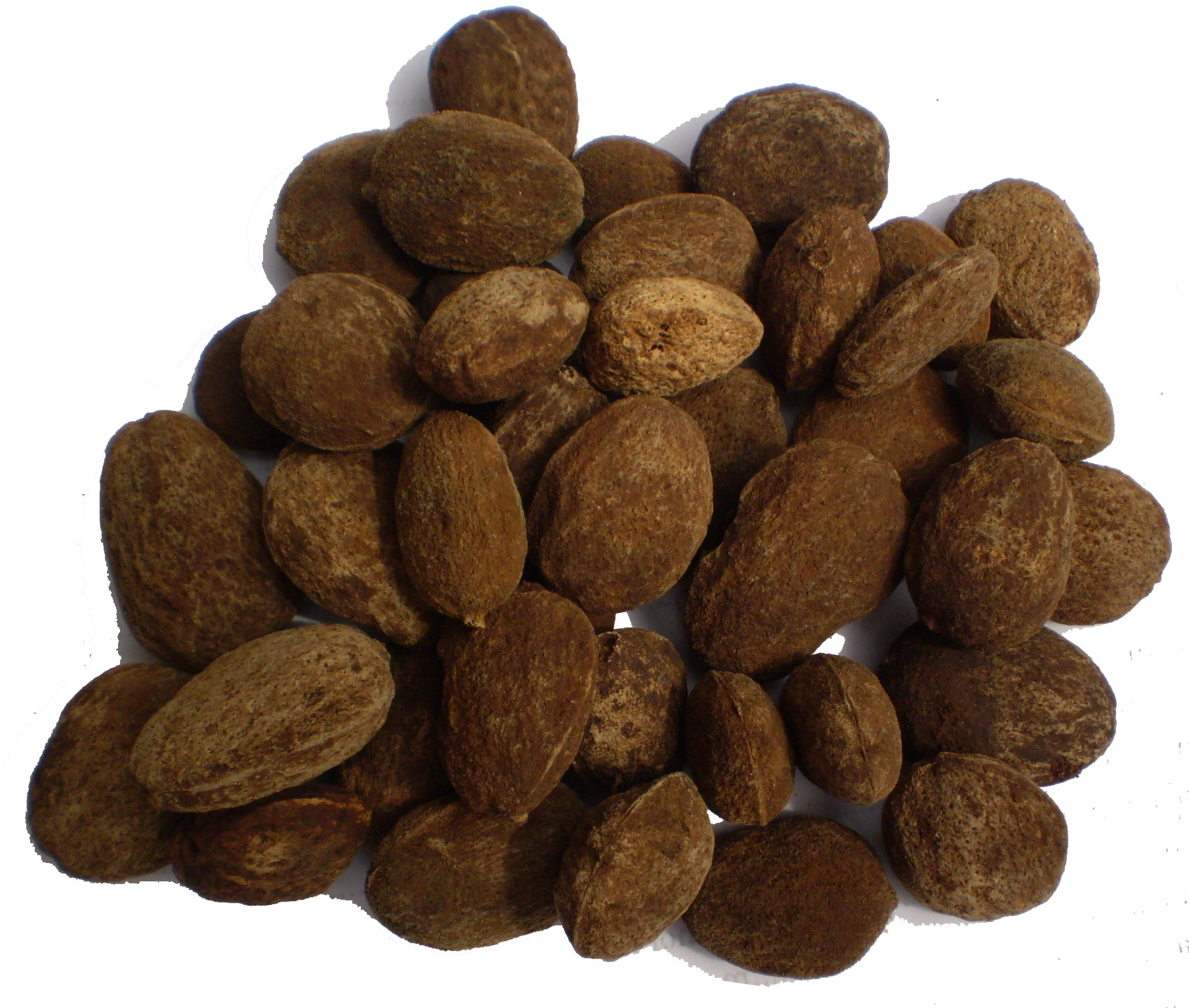